# 戦士の逸品
『戦士の逸品』（せんしのいっぴん）は、2009年10月1日から2015年3月31日までテレビ東京で放送された教養番組。全287回。NTTドコモの一社提供番組。番組タイトルにおいて、戦士の戦は旧字体で戰と表記している。

## 概要
- 毎週、様々な場面で活躍する日本の実業家が出演し、あらゆる場面で肌身離さず愛用している品物を紹介する番組である。
- 放送開始当初は木曜日に放送されていたが、2010年7月20日から現在の時間帯に移動した。
- 地上波においては、テレビ東京のローカル番組として放送されているが、同じ放送時間帯でBSジャパンでも放送されている（こちらでは日本全国での視聴が可能）。また、地上デジタル放送では番組と連動したデータ放送を実施している。
- 番組では、NTTドコモの番組オリジナルのCMが放送されている他に、NTTドコモの携帯電話サイトではオリジナル動画配信を実施している。

## 番組で紹介された「戦士」
※役職などは放送時点のもの。
1. 朝田照男（丸紅社長、2009年10月1日）
2. 松井忠三（良品計画会長、2009年10月8日）
3. 古田英明（縄文アソシエイツ代表、2009年10月15日）
4. 櫻田厚（モスフードサービス社長、2009年10月22日）
5. 赤星隆幸（三井記念病院眼科部長、2009年10月29日）
6. 松本大（マネックス証券社長、2009年11月5日）
7. 吉岡忍（ノンフィクション作家、2009年11月12日）
8. 羽生善治（棋士、2009年11月19日）
9. 新浪剛史（ローソン社長、2009年11月26日）
10. 中村繁夫（アドバンスト・マテリアル・ジャパン社長、2009年12月3日）
11. 田中健一郎（帝国ホテル総料理長、2009年12月10日）
12. 雨宮清（山梨日立建機社長、2009年12月17日）
13. サフィア・ミニー（フェアトレードカンパニー社長、2009年12月24日）
14. 小嶋淳司（がんこフードサービス会長、2009年12月30日）
15. 鈴木喬（エステー社長、2010年1月7日）
16. 滝久雄（ぐるなび会長、2010年1月14日）
17. 栗原幹雄（フレッシュネス社長、2010年1月21日）
18. 谷田利景（ポッカコーポレーション創業者、2010年1月28日）
19. 黒田章裕（コクヨ社長、2010年2月4日）
20. 白石昌則（東京インターカレッジコープ店長、2010年2月11日）
21. 加藤修一（ケーズホールディングス代表取締役社長、2010年2月18日）
22. 畑中利元（ユザワヤ商事名誉会長、2010年2月25日）
23. 伊藤雅俊（味の素社長、2010年3月4日）
24. 中村俊郎（中村ブレイス社長、2010年3月11日）
25. 平井伯昌（サッカー日本代表ヘッドコーチ、2010年3月18日）
26. 中井政嗣（千房社長、2010年3月25日）
27. 内田勝規（東急百貨店カリスマバイヤー、2010年4月1日）
28. 高橋智隆（ロボ・ガレージ社長、2010年4月8日）
29. 大山泰弘（日本理化学工業会長、2010年4月15日）
30. 遠藤宏治（貝印社長、2010年4月22日）
31. 樋口泰行（マイクロソフト社長、2010年4月29日）
32. 越智直正（タビオ会長、2010年5月6日）
33. 竹生道巨（アコーディア・ゴルフ社長、2010年5月13日）
34. 小嶋光信（両備ホールディングス社長、2010年5月20日）
35. 藤重貞慶（ライオン社長、2010年5月25日）
36. 高安輝樹（昭和社長、2010年6月3日）
37. 山下健治（ヤマシタワークス社長、2010年6月10日）
38. 山田昭男（未来工業創業者、2010年6月17日）
39. 貞末良雄（メーカーズシャツ鎌倉会長、2010年6月24日）
40. 小林栄三（伊藤忠商事会長、2010年7月1日）
41. 細谷英二（りそなホールディングス会長、2010年7月8日）
42. 鰐渕美恵子（銀座テーラー社長、2010年7月15日）
43. 鎌田實（諏訪中央病院名誉院長、2010年7月20日）
44. 村上健治（大和ハウス工業社長、2010年7月27日）
45. 石附浩太郎（埜庵店主、2010年8月3日）
46. 小宮輝之（上野動物園園長、2010年8月10日）
47. 松本正義（住友電気工業社長、2010年8月17日）
48. 西川甚五郎（西川産業会長、2010年8月24日）
49. 粟田貴也（トリドール社長、2010年8月31日）
50. 江連忠（ティーチングプロ、2010年9月7日）
51. 渡邉美樹（ワタミ会長、2010年9月14日）
52. 芦田昭充（商船三井会長、2010年9月21日）
53. 田中実（カカクコム社長、2010年9月28日）
54. 綾戸智恵（ジャズシンガー、2010年10月5日）
55. 高島郁夫（バルス社長、2010年10月12日）
56. 張本邦雄（TOTO社長、2010年10月19日）
57. 見城徹（幻冬舎社長、2010年10月26日）
58. 丹道夫（ダイタンフード社長、2010年11月2日）
59. 漆紫穂子（品川女子学院校長、2010年11月9日）
60. 清田瞭（大和証券グループ本社会長、2010年11月16日）
61. 横井啓之（ABCクッキングスタジオCEO、2010年11月23日）
62. 岩田弘三（ロック・フィールド社長、2010年11月30日）
63. 窪山哲雄（ザ・ウィンザー・ホテルズインターナショナル社長、2010年12月7日）
64. 山村輝治（ダスキン社長、2010年12月14日）
65. 服部幸應（服部栄養専門学校校長、2010年12月21日）
66. 高島宏平（オイシックス社長、2010年12月28日）
67. 安斎隆（セブン銀行会長、2011年1月4日）
68. 森郁夫（富士重工業社長、2011年1月11日）
69. 小山薫堂（放送作家、2011年1月18日）
70. 秋元久雄（平成建設社長、2011年1月25日）
71. 小松節子（小松ばね工業社長、2011年2月1日）
72. 川崎和男（工業デザイナー、2011年2月8日）
73. 小川完二（金剛組社長、2011年2月15日）
74. 村田吉弘（菊乃井主人、2011年2月22日）
75. 阿部信行（ミニストップ社長、2011年3月1日）
76. 野口健（アルピニスト、2011年3月8日）
77. 伴井比呂志（トモイ社長、2011年3月15日）
78. 柿沢安耶（ポタジエ・オーナーパティシエ、2011年3月22日）
79. 渡邉隆信（秀果園社長、2011年3月29日）
80. 篠原欣子（テンプスタッフ社長、2011年4月5日）
81. 岡本仁（ゼロ精工社長、2011年4月12日）
82. 上田研二（高齢社会長、2011年4月19日）
83. 秋山咲恵（サキコーポレーション社長、2011年4月26日）
84. 玉木修（新潟玉木農園社長、2011年5月3日）
85. 小島のり子（DIOジャパン社長、2011年5月10日）
86. 左京泰明（シブヤ大学学長、2011年5月17日）
87. 若林克彦（ハードロック工業社長、2011年5月24日）
88. 城野親德（ドクターシーラボ会長、2011年5月31日）
89. 松浦敬一（新光時計店店主、2011年6月7日）
90. 小松安弘（エフピコ会長、2011年6月14日）
91. 谷田千里（タニタ社長、2011年6月21日）
92. 舟橋紳吉郎（シヤチハタ会長、2011年6月28日）
93. 稲垣篤子（小ざさ社長、2011年7月5日）
94. 平本清（メガネ21創業者、2011年7月12日）
95. 山内隆司（大成建設社長、2011年7月19日）
96. 藤井隆太（龍角散社長、2011年7月26日）
97. 石渡美奈（ホッピービバレッジ社長、2011年8月2日）
98. 山本梁介（スーパーホテル会長、2011年8月9日）
99. 池内計司（池内タオル社長、2011年8月16日）
100. 菊川剛（オリンパス会長、2011年8月23日） - 逸品が羽生善治の扇子だったことから、羽生登場回のシーンの一部が放送された。その後、不祥事により当該回の配信が停止された。
101. 谷口義晴（日本セラミック社長、2011年8月30日）
102. 大山健太郎（アイリスオーヤマ社長、2011年9月6日） - 東日本大震災被災地の戦士として登場
103. 久慈浩介（南部美人五代目蔵元、2011年9月13日）
104. 川田達男（セーレン会長兼社長、2011年9月20日）
105. 出口治明（ライフネット生命保険社長、2011年9月27日）
106. 川鍋一朗（日本交通社長、2011年10月4日）
107. 米濱和英（リンガーハット社長、2011年10月11日）
108. 住谷栄之資（キッズシティージャパン社長、2011年10月18日）
109. 宮沢俊哉（アキュラホーム社長、2011年10月25日）
110. 伊藤正文（シモンズ社長、2011年11月1日）
111. 寺井良治（イービストレード社長、2011年11月8日）
112. 岸平典子（タケダワイナリー社長、2011年11月15日）
113. 荒井進（セメダイン社長、2011年11月22日）
114. 石井茂（ソニー銀行社長、2011年11月29日）
115. 川崎秀一（沖電気工業社長、2011年12月6日）
116. 池田嘉津弘（池田模範堂社長、2011年12月13日）
117. 三國清三（オテル・ドゥ・ミクニ オーナーシェフ、2011年12月20日）
118. 坂田宏（サカタのタネ社長、2011年12月27日）
119. 小室淑恵（ワーク・ライフバランス社長、2012年1月3日）
120. 三宅卓（日本M&Aセンター社長、2012年1月10日）
121. 金銅幸夫（チョーヤ梅酒会長、2012年1月17日）
122. 佐藤勝人（サトーカメラ専務、2012年1月24日）
123. 原田宗亮（原田左官工業所社長、2012年1月31日）
124. 菅野敬一（エアロコンセプト創業者、2012年2月7日）
125. 八木仁（シンデン社長、2012年2月14日）
126. 小島忠雄（グローブライド社長、2012年2月21日）
127. 大下一明（フマキラー社長、2012年2月28日）
128. 豊崎賢一（あきんどスシロー社長、2012年3月6日）
129. 松田譲（協和発酵キリン社長、2012年3月13日）
130. 河盛裕三（関西ペイント社長、2012年3月20日）
131. 深田稔（深中メッキ工業社長、2012年3月27日）
132. 吉田太一（キーパーズ社長、2012年4月3日）
133. 中西弘子（ボーネルンド社長、2012年4月10日）
134. 市川晃（住友林業社長、2012年4月17日）
135. 堀江圭馬（ぺんてる社長、2012年4月24日）
136. 小河二郎（コガワ計画会長、2012年5月1日）
137. 佐々木かをり（イー・ウーマン社長、2012年5月8日）
138. 村上龍男（加茂水族館館長、2012年5月15日）
139. 津田純嗣（安川電機社長、2012年5月22日）
140. 深谷研二（江ノ島電鉄社長、2012年5月29日）
141. 諏訪貴子（ダイヤ精機社長、2012年6月5日）
142. 矢入一男（ヤイリギター社長、2012年6月12日）
143. 湖中謙介（コナカ社長、2012年6月19日）
144. 出雲充（ユーグレナ社長、2012年6月26日）
145. 土方邦裕（愛知ドビー社長、2012年7月3日）
146. 大平貴之（プラネタリウム・クリエーター、2012年7月10日）
147. 谷まさる（モード学園学長、2012年7月17日）
148. 石井幹子（照明デザイナー、2012年7月24日）
149. 村上恭豊（ハイポネックスジャパン社長、2012年7月30日）
150. 丹下憲孝（丹下都市建築設計社長、2012年8月7日）
151. 正木宏和（みのや社長、2012年8月14日）
152. 中嶋嶺雄（国際教養大学学長、2012年8月21日）
153. 佐々木常夫（東レ経営研究所特別顧問、2012年8月28日）
154. 米山久（APカンパニー社長、2012年9月4日）
155. 川添高志（ケアプロ社長、2012年9月11日）
156. 小宮山文男（銀座ルノアール社長、2012年9月18日）
157. 挾土秀平（左官職人、2012年9月25日）
158. 桐山健一（神戸屋社長、2012年10月2日）
159. 毛利衛（日本科学未来館館長、2012年10月9日）
160. 嶋本正（野村総合研究所社長、2012年10月16日）
161. 樋口武男（大和ハウス工業会長、2012年10月23日）
162. 堀江康生（イエローハット社長、2012年10月30日）
163. 矢崎和彦（フェリシモ社長、2012年11月6日）
164. 小山進（パティシエ、2012年11月13日）
165. 吉田博一（エリーパワー社長、2012年11月20日）
166. 中西義之（DIC社長、2012年11月27日）
167. 松下展千（ブックオフコーポレーション社長、2012年12月4日）
168. 玉木康裕（タマホーム社長、2012年12月11日）
169. 中島武（際コーポレーション社長、2012年12月18日）
170. 中村貞裕（トランジェットジェネラルオフィス社長、2012年12月25日）
171. 平林実（三光マーケティングフーズ社長、2013年1月1日）
172. 小嶋實（コジマ技研社長、2013年1月8日）
173. 新井純（昭和シェル石油社長、2013年1月15日）
174. 小森伸昭（アニコムホールディングス社長、2013年1月22日）
175. 竹中宣雄（ミサワホーム社長、2013年1月29日）
176. 寺田千代乃（アートコーポレーション社長、2013年2月5日）
177. 水野雅義（ホクト社長、2013年2月12日）
178. 本多洋介（本多電子社長、2013年2月19日）
179. 伊藤彰（日本サブウェイ社長、2013年2月26日）
180. 秋元雄史（金沢21世紀美術館館長、2013年3月5日）
181. 萩本博幸（多摩川精機会長、2013年3月12日）
182. 浅田剛夫（井村屋グループ社長、2013年3月19日）
183. 小仲正克（日本香堂社長、2013年3月26日）
184. 石原恒和（ポケモン社長、2013年4月2日）
185. 宮本彰（キングジム社長、2013年4月9日）
186. 稲葉修（広栄社社長、2013年4月16日）
187. 岩崎幸次郎（リーガルコーポレーション社長、2013年4月23日）
188. 林成治（カーコンビニ倶楽部社長、2013年4月30日）
189. 手塚圭子（TBCグループ代表取締役、2013年5月7日）
190. 服部真二（セイコーウオッチ社長、2013年5月14日）
191. 木村英文（木村飲料社長、2013年5月21日）
192. 松井鉄也（プリマハム社長、2013年5月28日）
193. 柴田裕（キーコーヒー社長、2013年6月4日）
194. 上條努（サッポロホールディングス社長、2013年6月11日）
195. 播野勤（タマノイ酢社長、2013年6月18日）
196. 高本陽一（テムザック社長、2013年6月25日）
197. 濱田矩男（東邦ホールディングス社長、2013年7月2日）
198. 土岐勝司（明光商会社長、2013年7月9日）
199. 小池利和（ブラザー工業社長、2013年7月16日）
200. 瀬戸薫（ヤマトホールディングス会長、2013年7月23日）
201. 大西洋（三越伊勢丹ホールディングス社長、2013年7月30日）
202. 土屋裕雅（カインズ社長、2013年8月6日）
203. 木原定男（フジ医療器社長、2013年8月13日）
204. 星野佳路（星野リゾート社長、2013年8月20日）
205. 駒村純一（森下仁丹社長、2013年8月27日）
206. 中村勝（クオール社長、2013年9月3日）
207. 花岡俊夫（ハナマルキ社長、2013年9月10日）
208. 大日健（Pargolf & Company社長、2013年9月17日）
209. 勝山良美（YOSHIMI社長、2013年9月24日）
210. 中島基善（ナカシマプロペラ社長、2013年10月1日）
211. 月岡隆（出光興産社長、2013年10月8日）
212. 野木森雅郁（アステラス製薬会長、2013年10月15日）
213. 小笹芳央（リンクアンドモチベーション会長、2013年10月22日）
214. 大田弘（熊谷組会長、2013年10月29日）
215. 西山隆司（西山製麺社長、2013年11月5日）
216. 根岸榮治（ねぎしフードサービス社長、2013年11月12日）
217. 加藤義博（バイク王&カンパニー社長、2013年11月19日）
218. 井上直美（常磐興産社長、2013年11月26日）
219. 辰野勇（モンベル会長、2013年12月3日）
220. 齊藤寛（シャトレーゼホールディングス社長、2013年12月10日）
221. 白石徳生（ベネフィット・ワン社長、2013年12月17日）
222. 山本善政（ハードオフコーポレーション社長、2013年12月24日）
223. 堀場厚（堀場製作所会長兼社長、2013年12月30日）
224. 宮内義彦（オリックス会長、2014年1月7日）
225. 謝依旻（女流棋士、2014年1月14日）
226. 江﨑英二（日本オーチス・エレベータ社長、2014年1月21日）
227. 治山正史（はるやま商事社長、2014年1月28日）
228. 栁下浩三（角上魚類社長、2014年2月4日）
229. 井上直也（マガシーク社長、2014年2月11日）
230. 緒方大助（らでぃっしゅぼーや顧問、2014年2月18日）
231. 川合林太郎（カスペルスキー・ラブス・ジャパン社長、2014年2月25日）
232. 関根純（スターバックスコーヒージャパンCEO、2014年3月4日）
233. 柏原孝（内田洋行社長、2014年3月11日）
234. 尾堂真一（日本特殊陶業社長、2014年3月18日）
235. 鈴木徹哉（モンテール社長、2014年3月25日）
236. 分林保弘（日本M&Aセンター会長、2014年4月1日）
237. 兼元謙任（オウケイウェイヴ社長、2014年4月8日）
238. 佐藤八郎（ケルヒャー ジャパン社長、2014年4月15日）
239. 角田陽太（プロダクトデザイナー、2014年4月22日）
240. 降籏洋平（日本信号社長、2014年5月6日）
241. 田中邦彦（くらコーポレーション社長、2014年5月13日）
242. ハリー・A・ヒル（オークローンマーケティング社長、2014年5月20日）
243. 大越博雄（マブチモーター社長、2014年5月27日）
244. 森正文（一休社長、2014年6月3日）
245. 中田卓也（ヤマハ社長、2014年6月10日）
246. 鈴木貴子（エステー社長、2014年6月17日）
247. 石川麻由（ウィルモア社長、2014年6月24日）
248. 吉田正昭（ルネサンス社長、2014年7月1日）
249. 迫俊亮（ミニット・アジア・パシフィック社長、2014年7月8日）
250. 泉谷直木（アサヒグループホールディングス社長、2014年7月15日）
251. 上野和典（バンダイ社長、2014年7月22日）
252. 児玉和（グンゼ社長、2014年7月29日）
253. 設楽洋（ビームス社長、2014年8月5日）
254. 中尾隆一郎（リクルートテクノロジーズ社長、2014年8月12日）
255. 小林豊（クレハ社長、2014年8月19日）
256. 川島良彰（ミ・カフェート社長、2014年8月26日）
257. 松下和雄（オーディオテクニカ社長、2014年9月2日）
258. 高岡慎一郎（人形町今半社長、2014年9月9日）
259. 渡邊太郎（ヨックモックホールディングス社長、2014年9月16日）
260. 宮崎遵（エバラ食品工業社長、2014年9月23日）
261. 野尻恭（ダンロップスポーツ社長、2014年9月30日）
262. 原幸一郎（フルタイムシステム社長、2014年10月7日）
263. 西村彦四郎（サクラクレパス社長、2014年10月14日）
264. 鳥越淳司（相模屋食料社長、2014年10月21日）
265. 上田豊（パイン社長、2014年10月28日）
266. 小日向久治（アルバック社長、2014年11月4日）
267. 佐々木茂喜（オタフクソース社長、2014年11月11日）
268. 今村隆郎（日清オイリオグループ社長、2014年11月18日）
269. 松田正男（やる気スイッチグループホールディングス社長、2014年11月25日）
270. 中川圭一（ニッカウヰスキー社長、2014年12月2日）
271. 永井彰一（田園プラザ川場社長）
272. 日比野晃久（ヒビノ社長、2014年12月16日）
273. 石水創（石屋製菓社長、2014年12月23日）
274. 石田希世士（エム・ヴイ・エム商事社長、2014年12月30日）
275. 宮崎仁之（牛乳石鹸共進社会長、2015年1月6日）
276. 佐々木大輔（freee社長、2015年1月13日）
277. 野地彦旬（横浜ゴム社長、2015年1月20日）
278. 原田耕太郎（酉島製作所社長、2015年1月27日）
279. 小林喜光（三菱ケミカルホールディングス社長、2015年2月3日）
280. 山本忠人（富士ゼロックス社長、2015年2月10日）
281. 岡田昭彦（NTTタウンページ社長、2015年2月17日）
282. 金山精三郎（ワイズテーブルコーポレーション社長、2015年2月24日）
283. 泉貴章（セイバン社長、2015年3月3日）
284. 桜井博志（旭酒造社長、2015年3月10日）
285. 松山一雄（サトーホールディングス社長、2015年3月17日）
286. 石原卓児（コメ兵社長、2015年3月24日）
287. 総集編

## 出演者
- 北村一輝（ナレーション）

## スタッフ
- 音楽：新井誠志
- 制作協力：日経映像
- 製作著作：テレビ東京

## 放送時間
| 放送対象地域 | 放送局     | 放送曜日・時間       | 備考    |
| ------------ | ---------- | -------------------- | ------- |
| 関東広域圏   | テレビ東京 | 火曜日 22:54 - 23:00 | 制作局  |
| 日本全国     | BSジャパン | 火曜日 21:54 - 22:00 | 7日遅れ |